# Vinarte
VINARTE România
Companie producătoare de vinuri din România fondată în 1998, VINARTE deține plantații cu viță-de-vie în două dintre cele mai valoroase areale viticole din partea sudică a României - 160 de hectare la Sâmburești (județul Mehedinți), în apropiere de Dunăre, și 50 de hectare în Sâmburești (județul Olt).
Viziunea VINARTE - derivată din experiența și ambițiile acționariatului, provenit din spațiul mai larg al Europei cu tradiție vinicolă recunoscută - este aceea de a identifica și promova tezaurul oenologic deosebit de bogat al Răsăritului continentului către o audiență internațională. Terroir-uri specifice și soiuri internaționale, dar și unele locale, sunt puse în valoare în cele două crame ale companiei printr-o colecție de vinuri expresive și cu personalitate distinctă. 
În portofoliul de branduri al VINARTE se regăsesc vinuri pentru toate palierele de piață, un accent deosebit fiind pus pe acelea care au conturat, practic, criteriile calitative ale pieței de profil din România de după 1990, Chiar dacă tradiția viei și vinului are o vechime de aproximativ 5.000 de ani în acest spațiu geografic, abia prin apariția unor nume precum “Soare”, “Prince Mircea”, “Sirena Dunării” sau “Castel Bolovanu” de la VINARTE vinul românesc s-a aliniat pe deplin la cele mai elevate standarde ale oenologiei europene și mondiale moderne.
În conformitate cu viziunea adoptată de la înființare, VINARTE desfășoară permanent activități de promovare a culturii vinului, atât pe plan intern cât și extern, către toate categoriile de public specific. Cea mai recentă inițiativă VINARTE, un pionierat, o reprezintă aplicația de Realitate Augmentată care înglobează noile tehnologii în eforturile de a populariza valorile oenologiei românești către noua generație. Etichetele prind viață prin scanarea cu această aplicație, oferind utilizatorilor o experiență profundă și bogată despre vin încă înainte de deschiderea sticlei.